# Master pêche
 (septembre 2015).
Si vous disposez d'ouvrages ou d'articles de référence ou si vous connaissez des sites web de qualité traitant du thème abordé ici, merci de compléter l'article en donnant les références utiles à sa vérifiabilité et en les liant à la section « Notes et références ».
Master pêche (Off the Hook: Extreme Catches) est une émission de téléréalité américaine diffusée depuis le 5 août 2012 sur la chaîne Animal Planet, et en France depuis 30 août 2015 sur RMC Découverte.

## Concept
Eric Young « Alias : Showtime » (Catcheur professionnel) et pêcheur de l´extrême. Il voyage dans le monde pour découvrir la pêche la plus extrême possible.

## Émissions
| Saison | Saison | Épisodes | Début       | Fin |
| ------ | ------ | -------- | ----------- | --- |
|        | 01     | 12       | 5 août 2012 | -   |
|        | 02     | 16       | -           | -   |

## Épisodes

### Saison 1 (2012)[2]
Sauf indication contraire, les informations mentionnées dans cette section peuvent être confirmées par la base de données cinématographiques IMDb,  présente dans la section « Liens externes ».
1. Radeau fait maison (Shark-a-mania)
2. Pêche en bas nylon ! (Sailfish Smackdown)
3. La rivière du diable (Running with the Devil)
4. Pêche de nuit (Amberjacked Up)
5. Pêche à ski ! (Skishing Hell Week)
6. A la New Yorkaise (Beard Gone Grabbling)
7. A mains nues (Death Race)
8. Man vs Shark (Go Ahead, Mako My Day!)
9. Les marais du danger (You Don't Know Jack... Crevalle)
10. Carpocalypse (Carpocalypse Now)
11. Le Grâal du pêcheur (Hawaiian Lu-Ow!)
12. Cape Cod (Deadliest Cod)

### Saison 2 (2013)[3]
Sauf indication contraire, les informations mentionnées dans cette section peuvent être confirmées par la base de données cinématographiques IMDb,  présente dans la section « Liens externes ».
1. Épreuves de force (Land of 10,000 Iceholes)
2. Mérou géant (Wickeder Tuna)
3. Duel avec un alligator (Kicking Ice)
4. Pêche abyssale (Aloh-Aahh!)
5. Challenge mortel (Eric and Goliath)
6. Froid glacial (Titre original inconnu)
7. Ultime compétition (Titre original inconnu)
8. Sous la banquise (Titre original inconnu)
9. Traditions d'Hawaï (Titre original inconnu)
10. La mort au bout de l'hameçon (Titre original inconnu)
11. Au milieu des squales (Titre original inconnu)
12. Face au Marlin (Titre original inconnu)
13. L'autoroute des requins (Titre original inconnu)
14. Requin mystère (Titre original inconnu)
15. Esturgeon géant (Titre original inconnu)
16. Best Of (Titre original inconnu)